# Kružno
Kružno és un poble i municipi d'Eslovàquia. Es troba a la regió de Banská Bystrica.

## Història
La primera menció escrita de la vila es remunta al 1922.

## Demografia
| Godina             | 1994 | 2004   | 2014   | 2024   |
| ------------------ | ---- | ------ | ------ | ------ |
| Nombre de persones | 323  | 352    | 366    | 360    |
| Diferència         |      | +8,97% | +3,97% | −1,63% |

| Godina             | 2023 | 2024   |
| ------------------ | ---- | ------ |
| Nombre de persones | 359  | 360    |
| Diferència         |      | +0,27% |